# Marjanski Ivanovci
Marjanski Ivanovci su naselje u Hrvatskoj, regiji Slavoniji u Osječko-baranjskoj županiji i pripadaju općini Marijanci.

## Zemljopisni položaj
Marjanski Ivanovci se nalaze na 92 metara nadmorske visine u nizini istočnohrvatske ravnice. Susjedna naselja: sjeverno se nalazi općinsko središte Marijanci, a sjeveroistočno se nalaze Bocanjevci naselje u sastavu grada Belišća. Južno od naselja nalazi se rijeka Vučica i šumski kompleks Štefkovica bogat naftno- plinskim bušotinama. Pripadajući poštanski broj je 31555 Marijanci, telefonski pozivni 031 i registarska pločica vozila NA (Našice). Površina katastarske jedinice naselja Marjanski Ivanovci je 18,80 km·102.

## Stanovništvo
| broj stanovnika |       |       |       |       |       |       |       | 111   | 141   | 210   | 376   | 183   | 21    | 36    | 4     | 2     | 1     |
|                 | 1857. | 1869. | 1880. | 1890. | 1900. | 1910. | 1921. | 1931. | 1948. | 1953. | 1961. | 1971. | 1981. | 1991. | 2001. | 2011. | 2021. |

Iskazuje se od 1931., i to do 1961. kao dio naselja pod imenom Ivanovci Marijanački, a od 1971. kao samostalno naselje pod imenom Marjanski Ivanovci nastalo izdvajanjem iz naselja Marijanci. 
Po Popisu stanovništva 2011. u Marjanskim Ivanovcima živjelo je dvoje stanovnika u jednom kućanstvu, pa u doglednoj budućnosti postoji velika mogućnost nestanka sela kao naseljenog mjesta.

## Vanjska poveznica
- http://www.marijanci.hr/